# Зора Дубљевић
Зора Дубљевић (Сарајево, 7. август 1938) босанскохерцеговачка је певачица севдалинки. Њене најпознатије песме су У чаршију послала ме нана и Сви ме момци воле.

## Биографија
У Сарајеву где је завршила основну школу, гимназију и Правни факултет. Њена љубав за пјесмом све више је расла тако да је пјевала у свим приликама у друштву школским забавама а као гимназијалка у културно-умјетничком друштву „Миљенко Цвитковић” те као студент кроз чланство у тим друштвима она се усавршавала као пјевачица и све више обликовала свој глас и репертоар.
Културно-умјетничко друштво „Слободан Принцип Сељо” било је расадник будућих извођача севдалинке; поред Зоре ту су били Сафет Исовић, Химзо Половина, Зехра Деовић и други.
Зора Дубљевић припада групи баштиника севдалинке. Каријеру је градила без скандала. Значајне су сљедеће њене интерпретације пјесама: Не ашикуј Мујо, Ој мјесече Бекријо, Јечам желе Тузланке ђевојке. Постала је солиста Радио Сарајева 1958. године.

## Фестивали
- 1964. Илиџа — Прва љубав, награђена песма
- 1966. Илиџа — Ох, да ти је само знати / Имам тебе јединога сина
- 1967. Илиџа — Стално сањам твоје очи / У прољеће кад вјетрић запири (алтернација са Мехом Пузићем), прва награда стручног жирија, трећа награда публике и награда за најбољи текст о Илиџи
- 1968. Илиџа — Кад опада жуто лишће
- 1969. Илиџа — Проклет да је живот цијели
- 1970. Илиџа — Вени, моја љубави
- 1971. Илиџа — Немој да се чудиш
- 1971. Београдски сабор — Иди, иди од мене, драги
- 1972. Илиџа — Сви ме момци воле
- 1990. Вогошћа, Сарајево — Шећер Мујо (Гошћа ревијалног дела фестивала)
- 2008. Илиџа — Вени, моја љубави (Вече легенди фестивала и посебно признање општине Илиџа за очување народне песме)

## Дискографија
- 1962 — Пјесме из Босне
- 1963 — Сироче сам, на све ми се жалује
- 1964 — Не ашикуј, Мујо
- 1965 — Прва љубав
- 1966 — Сјајна звијезда гдје си синоћ сјала
- 1967 — Стало сањам твоје очи
- 1968 — Довиђења
- 1970 — Увела је љубав
- 1971 — Немој да се чудиш
- 1972 — Сви ме момци воле
- 1975 — Моје писмо
- 1978 — Ја кријем да волим
- 1979 — Ој момчићу дилберчићу
- 1984 — Ти си ми све
- 2016 — Фолк звијезде заувијек